# Pioneras de la arqueología valenciana
Las pioneras de la arqueología valenciana fueron un grupo de mujeres que encabezaron la transformación de la disciplina arqueológica en el ámbito valenciano. Se fueron incorporando a partir de los años 60 y 70 del siglo XX tanto al ámbito universitario como a otras instituciones de investigación, siendo esenciales en el trabajo de campo. La labor de muchas de ellas no ha sido reconocida hasta fechas recientes, con la elaboración de una serie de exposiciones y publicaciones donde se destaca su aportación a esta disciplina

## Introducción: Inicio del siglo XX
A pesar de que las reformas de la Revolución de 1868 habían facilitado, teóricamente, la inclusión de las mujeres en la universidad española, su presencia a principios del siglo XX todavía era marginal, y no se produjo de manera efectiva hasta el año 1910. A partir de ese momento empezó a no ser tan extraño ver a mujeres asistiendo a las clases, especialmente en las facultades de Filosofía y Letras, donde recibían una formación humanista fundamentada en el aprendizaje de filosofía, lenguas clásicas, geografía e historia. En el caso de la Universidad de Valencia, la primera licenciada fue Ascensión Chirivella Marín, que estudió en la Facultad de Filosofía y Letras, sección de Historia, entre 1910 y 1914. La educación superior entre las mujeres era una forma más de prestigio social y no servía para desarrollar una profesión, excepto en campos específicos como la biblioteconomía, los archivos y la enseñanza.
La Arqueología, en cambio, continuó siendo un espacio claramente masculino. Es más, hasta el cambio de siglo la Arqueología había sido enseñada en la Escuela Superior de Diplomática de Madrid, donde las mujeres tenían el acceso completamente vetado. La supresión de dicha institución en 1900 y la incorporación de las asignaturas de Arqueología, Epigrafía y Numismática a las secciones de Historia de las facultades de Filosofía y Letras, fruto de una reforma de marcado carácter regeneracionista, trajo consigo una progresiva renovación historiográfica y abrió a las mujeres la posibilidad de entrar en contacto con la disciplina, aunque solo fuese en las clases y desde una perspectiva puramente teórica.
En Valencia esa renovación es la que permite entender el surgimiento del Laboratorio de Arqueología (1924) que, junto al Servicio de Investigación Prehistórica de Valencia (SIP), jugó un papel clave en la institucionalización de la Arqueología valenciana y la introducción de perspectivas y metodologías de trabajo novedosas.

## Los inicios del Laboratorio de Arqueología (1924-1956)
En el contexto de renovación historiográfica y efervescencia cultural que vivía la Facultad de Filosofía y Letras de Valencia en los años 20, Luis Gonzalvo París, catedrático de Arqueología, Numismática y Epigrafía desde 1905, tomó la iniciativa de crear junto a un grupo de estudiantes una especie de seminario donde familiarizarse con la disciplina y el material arqueológico. Fue así como un 3 de diciembre de 1921 la Junta de la Facultad de Filosofía y Letras acogió la propuesta de creación del Laboratorio de Arqueología, si bien no fue hasta 1924 cuando la actividad empezó a regularizarse, de ahí que generalmente se tome esa fecha como la de fundación.
El Laboratorio nacía con la voluntad de ofrecer un espacio de formación complementaria a las asignaturas oficiales, con el objetivo de permitir a los estudiantes conocer de primera mano la práctica arqueológica. A través de la catalogación de materiales, las visitas a museos y archivos, las conferencias de especialistas y las excursiones por la geografía valenciana, se comenzaba a gestar una nueva forma de enseñar Arqueología que apuntaba una cierta modernidad. El grupo, constituido por profesores y alumnos, se reunía los miércoles por la tarde en una sala del actual edificio de La Nau, antigua sede de la Universidad de Valencia.
Durante las primeras décadas de funcionamiento solo hubo una mujer, Olimpia Arozena Torres, que en calidad de profesora auxiliar adscrita a la cátedra de Luis Gonzalvo París constituye el punto de partida oficial de la intervención de las mujeres en el ámbito de la arqueología valenciana. Su aportación, sin embargo, se limitó a lo estrictamente académico, pues la participación de las mujeres en el trabajo de campo continuaba estando prácticamente vetada. De hecho, la presencia de las mujeres en los yacimientos arqueológicos estaba reservada a las cocineras, encargadas de las tareas de avituallamiento y manutención de los trabajadores, como demuestran las fotografías de la época.
Una situación que sin duda contrasta con la de otros países occidentales, especialmente Inglaterra, donde ya existía una tradición de arqueólogas desde la segunda mitad del siglo XIX. Entre ellas estaban Germaine Henri-Martín, Gertrude Caton-Thompson y Dorothy Garrod, cuya visita al Abrigo de les Malladetes (Barig) y otros yacimientos valencianos en 1951 constituye una de las pocas evidencias de la incursión de las mujeres en el trabajo arqueológico valenciano de estos momentos.

## Las pioneras (1956-1980)
El Laboratorio de Arqueología experimentó un cambio sustancial con la llegada del profesor Miquel Tarradell en 1956, tanto por lo que significó para la consolidación de una práctica arqueológica moderna en Valencia como para la inclusión de las mujeres en ella. Con una dilatada experiencia de trabajo en el extranjero y con un espíritu claramente renovador y conciliador, Tarradell no contempló la discriminación en su equipo de trabajo, abriendo las puertas de la investigación en el Laboratorio y en el trabajo de campo a las mujeres y, con ello, la posibilidad de continuar la carrera investigadora profesional dentro de la Arqueología.
Fue en este contexto cuando empezaron a escucharse nombres de mujeres, entre las que destacarían Gabriela Martín Ávila, Milagro Gil-Mascarell y Carmen Aranegui, pioneras de la arqueología valenciana.
A pesar del calificativo de “chicas de Tarradell” con el que a menudo eran conocidas, todas ellas consiguieron labrarse su reconocimiento como profesionales de la Arqueología gracias a una intensa actividad investigadora. La combinación del trabajo de campo con el estudio de materiales arqueológicos bajo la atenta mirada de Tarradell, así como su participación en reuniones científicas y el contacto con reconocidos especialistas, pronto dio sus frutos en forma de tesis doctorales, publicaciones y direcciones de excavaciones a lo largo y ancho de la geografía valenciana.
Aunque fueron ellas tres quienes obtuvieron un mayor reconocimiento y prosiguieron con sus carreras dentro de la universidad, rompiendo con la tradición conservadora de las décadas precedentes, no podemos olvidar los nombres de otras mujeres que en estos momentos -y años más tarde- contribuyeron a la normalización de la inclusión de las mujeres en la arqueología valenciana. Entre ellas debemos citar a María Ángeles Vall Ojeda, Matilde Font y Rosa Enguix, cuyos nombres, en algunos casos, quedaron eclipsados por los de sus maridos, de modo que no siempre vieron reconocido su trabajo como arqueólogas.
Con la imprevista marcha de Tarradell a Barcelona en 1971, fueron Milagro Gil-Mascarell y Carmen Aranegui quienes, de manera excepcional, tomaron las riendas del Laboratorio de Arqueología, una situación poco habitual en el contexto académico de la Arqueología española que se mantuvo hasta la llegada de Martín Almagro como catedrático y director en 1976.
A pesar de que su breve estancia (1976-1980) supuso un cambio de rumbo en la trayectoria valenciana consolidada por Tarradell y su equipo, tanto Milagro Gil-Mascarell como Carmen Aranegui supieron perpetuar el espíritu renovador que había caracterizado al Laboratorio. En estos años, además, se comenzaron a formar equipos de trabajo multidisciplinar para los proyectos arqueológicos, en los que se contó con la participación de investigadoras como Michèl Dupré y Pilar Fumanal, quienes combinaron los campos de la Arqueología y la Geografía.

## Finales del siglo XX
Durante la década de los 80 confluyeron una serie de circunstancias que se convirtieron en el fundamento de grandes cambios en el seno de la universidad española. Así, los efectos de la Transición, la transferencia de competencias a las recién creadas Autonomías, la Ley de Reforma Universitaria de 1983 y la democratización de la cultura a todos los niveles, entre otras, contribuyeron al establecimiento del acceso a la universidad como un servicio público y de calidad abierto tanto a hombres como a mujeres.
Siguiendo una tendencia de años atrás, el progresivo incremento de estudiantes matriculados requirió de una plantilla más amplia de profesorado, lo que supuso una puerta abierta a la entrada de mujeres formadas en las décadas precedentes. Esta situación, unida a los cambios de la Arqueología y a las transformaciones de la propia sociedad, crearon un contexto favorable para la normalización del trabajo de las mujeres, en el que las salidas profesionales se diversificaban para todos. Así, ya fuera en el ámbito universitario o fuera de él, la presencia de arqueólogas fue cada vez más importante. En el caso de recién creado Departament de Prehistòria i Arqueologia (1987) se incorporaron en estos momentos profesoras como Ernestina Badal, Consuelo Mata, Elena Grau y Teresa Orozco, que todavía siguen formando parte de la plantilla en activo.